# Rajpath
Le Rajpath est un boulevard cérémonial situé à New Delhi en Inde construit sous le nom de King's Way pendant la période du Raj britannique. Il est renommé Kartavyapath (« la voie du Devoir ») depuis le 7 septembre 2022.
Il relie Rashtrapati Bhavan sur la colline de Raisina et la Porte de l'Inde en passant par Vijay Chowk, le Mémorial de la Guerre nationale (en) et le Stade national (en). Après avoir gravi la colline de Raisina, le Rajpath est flanqué des ailes nord et sud du bâtiment du Secrétariat du gouvernement (en). Enfin, il se termine aux portes de Rashtrapati Bhavan. À Vijay Chowk, il traverse Sansad Marg (en), et le Parlement indien est visible à droite en venant de la Porte de l'Inde. Les routes de Connaught Place, le centre financier de Delhi, rejoignent Rajpath au nord. Il est également traversé par le Janpath (en), dont le nom signifie « la voie du peuple ».
L'avenue est bordée des deux côtés par d'immenses pelouses, des canaux et des rangées d'arbres. Le Rajpath est orienté en direction est-ouest.
Considéré comme l'une des avenues les plus importantes de l'Inde, le défilé du Jour de la République à New Delhi s'y déroule annuellement le 26 janvier. Il est également utilisé pour les processions funéraires des principaux dirigeants politiques de l'Inde. La scène d'ouverture du film Gandhi commence sur le Rajpath.

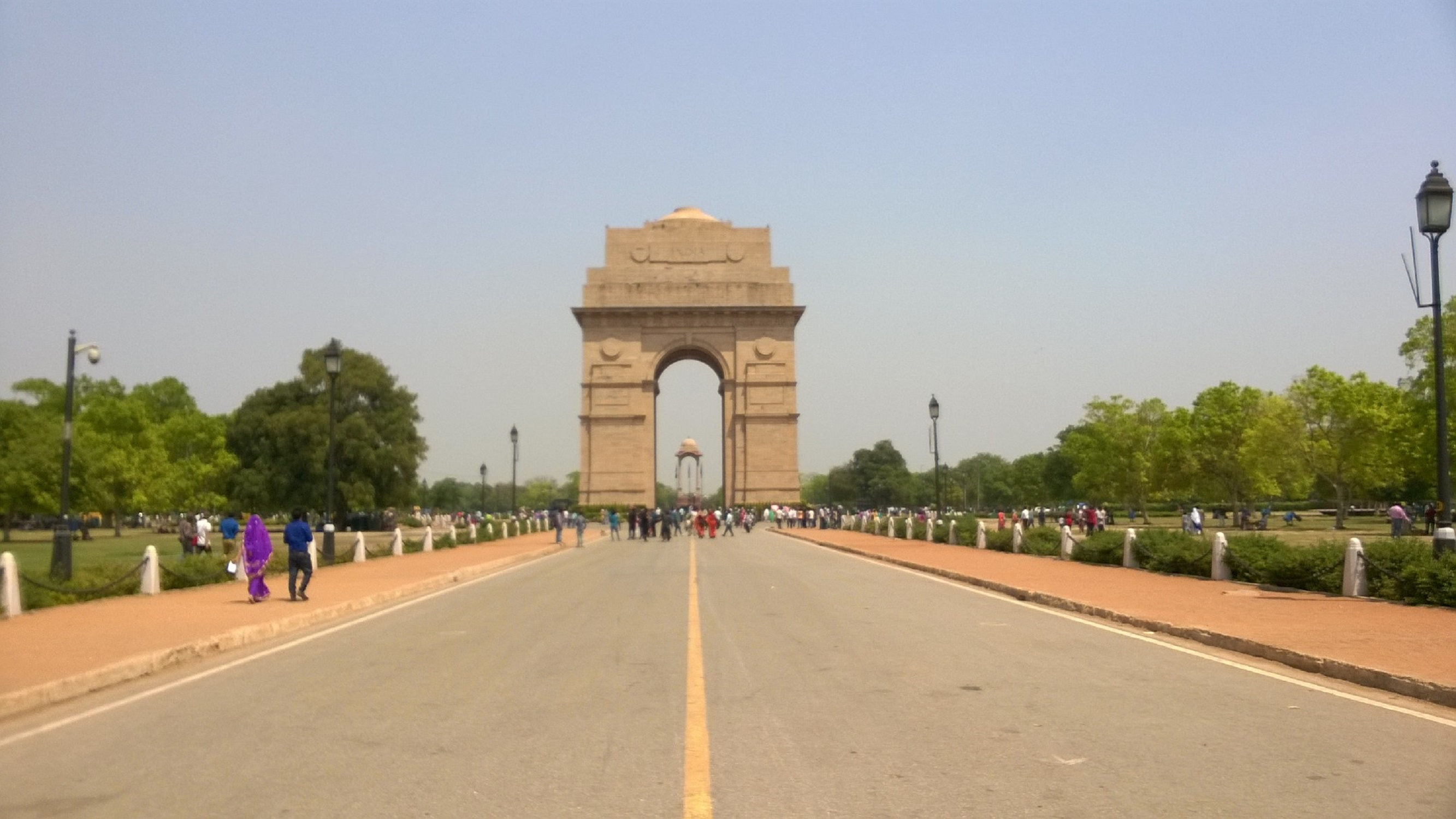
La Porte de l'Inde à l'extrémité est du Rajpath.
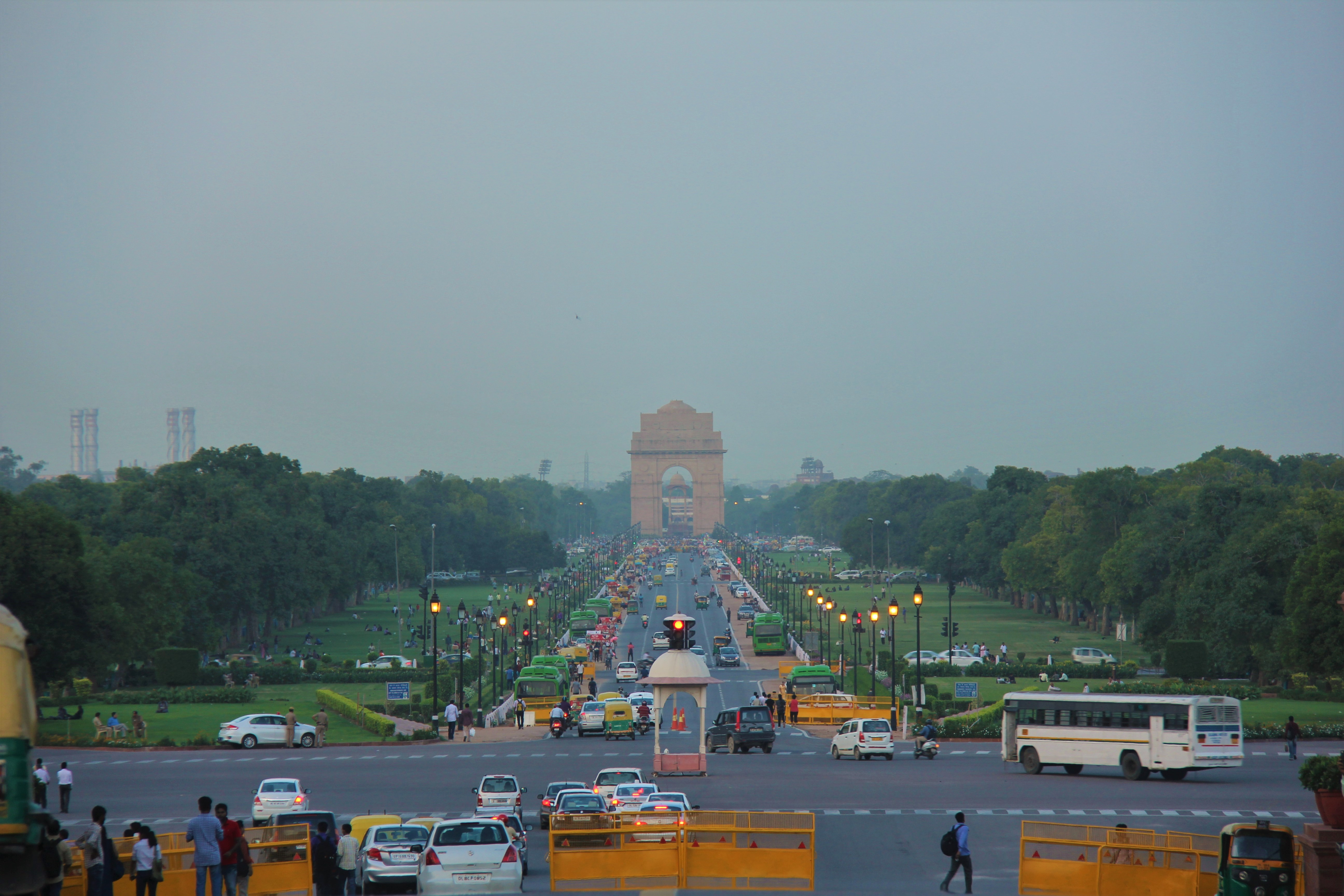
Vue du Rajpah depuis la colline de Raisina.
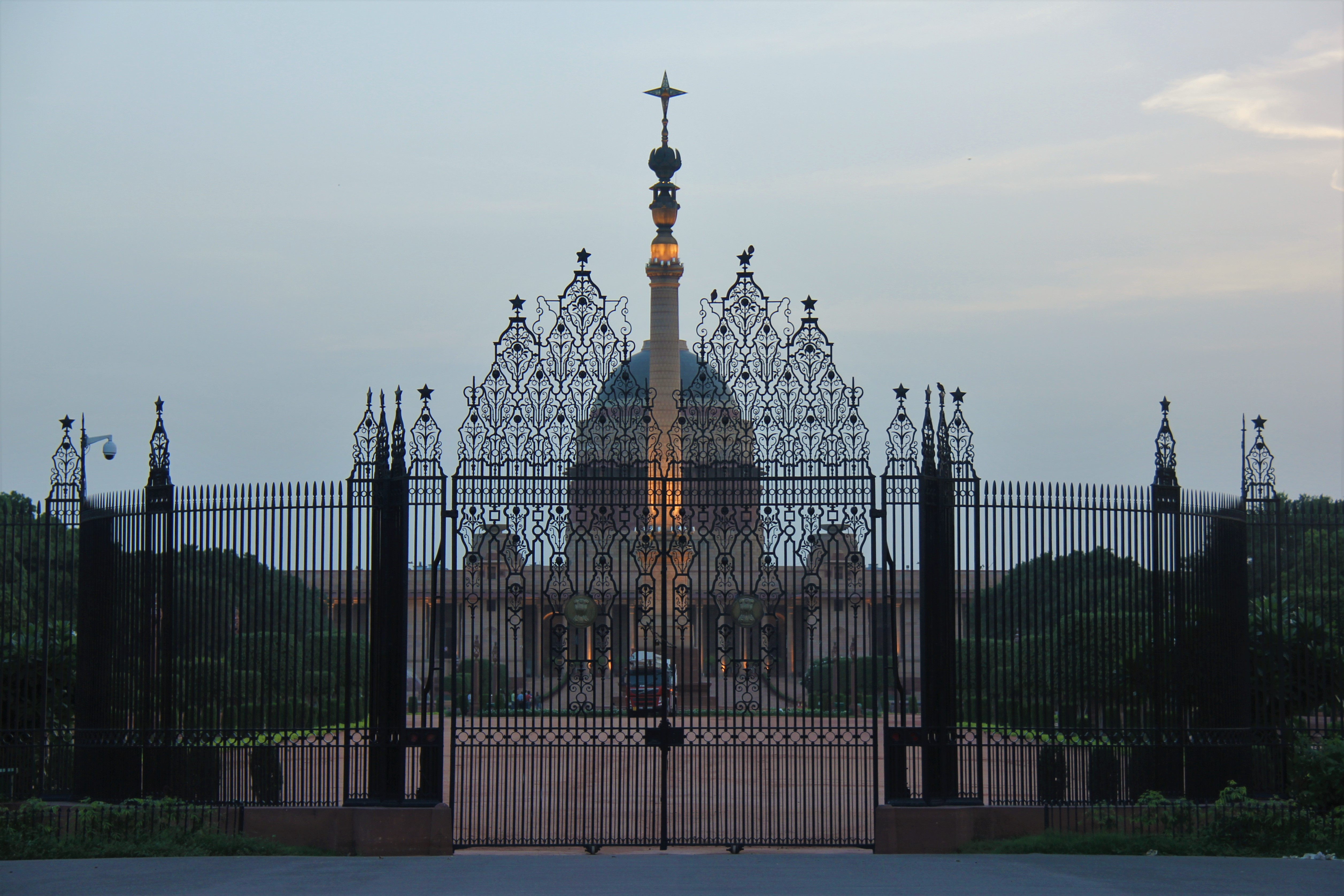
Rashtrapati Bhavan à l'extrémité ouest du Rajpath.